# Emericella spectabilis
Emericella spectabilis är en svampart som beskrevs av M. Chr. 1978. Emericella spectabilis ingår i släktet Emericella och familjen Trichocomaceae.   Inga underarter finns listade i Catalogue of Life.